# Świętobrość
Świętobrość (lit. Šventybrastis) – wieś na Litwie, na Litwie właściwej, nad Niewiażą, w okręgu kowieńskim, w rejonie kiejdańskim, około 5 km na północny wschód od Kiejdan; kościół (1770).
W 1911 w miejscowym kościele Przemienienia Pańskiego został ochrzczony Czesław Miłosz.